# Bière de gingembre
Ne doit pas être confondu avec Ginger ale ou Ginger (boisson).
Pour les articles homonymes, voir Ginger.

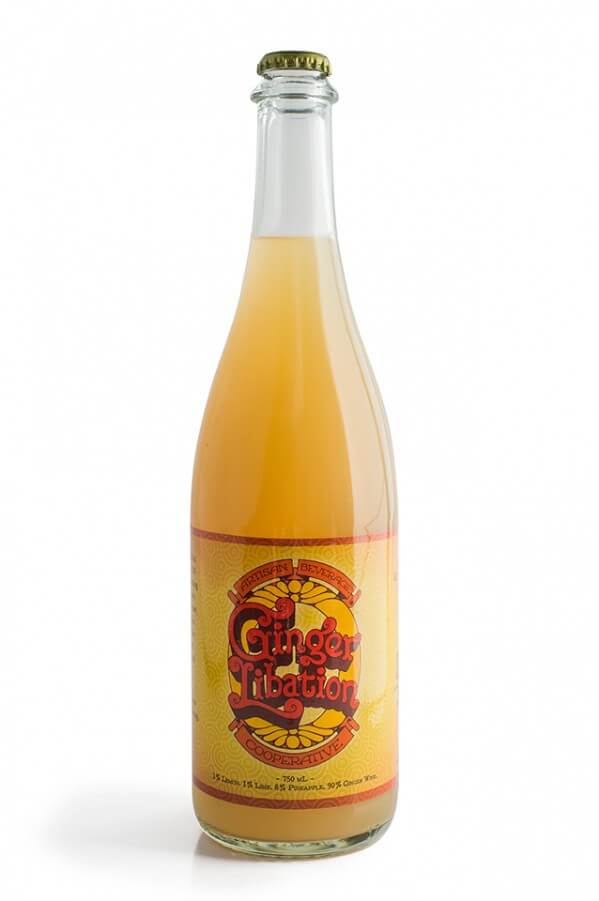
Bière de gingembre.

La bière de gingembre (en anglais : ginger beer) est aujourd'hui une boisson gazeuse fermentée, sans ou à faible teneur en alcool,.

## Historique
La bière de gingembre est obtenue par la mise en bouteille d'un liquide à base de gingembre frais lors du début de la fermentation de mélasse.
La bière de gingembre a été d'abord brassée dans le Yorkshire dans les années 1700. Par la suite, cette boisson non alcoolisée (ou peu alcoolisée) est devenue très populaire en Grande-Bretagne et en Amérique du Nord, avec, en 1935, trois mille brasseries en Grande-Bretagne, trois cents aux États-Unis (où elles ont été affectées par la loi de prohibition) et mille au Canada.
Une forme ancienne de ce breuvage est trouvable en Jamaïque ainsi qu'en Asie du Sud-Est où des boissons à base de gingembre sont courantes, même si la version carbonatée est celle originaire d'Angleterre.
La recette de la bière de gingembre a été apportée aux îles Ioniennes par l'armée britannique au XIXe siècle et elle est toujours produite par les anciens des villages de Corfou.
Ginger ale et bière de gingembre (ginger beer) désignaient autrefois la même boisson, mais aujourd'hui la bière de gingembre a un goût de gingembre plus puissant.

## Réalisation

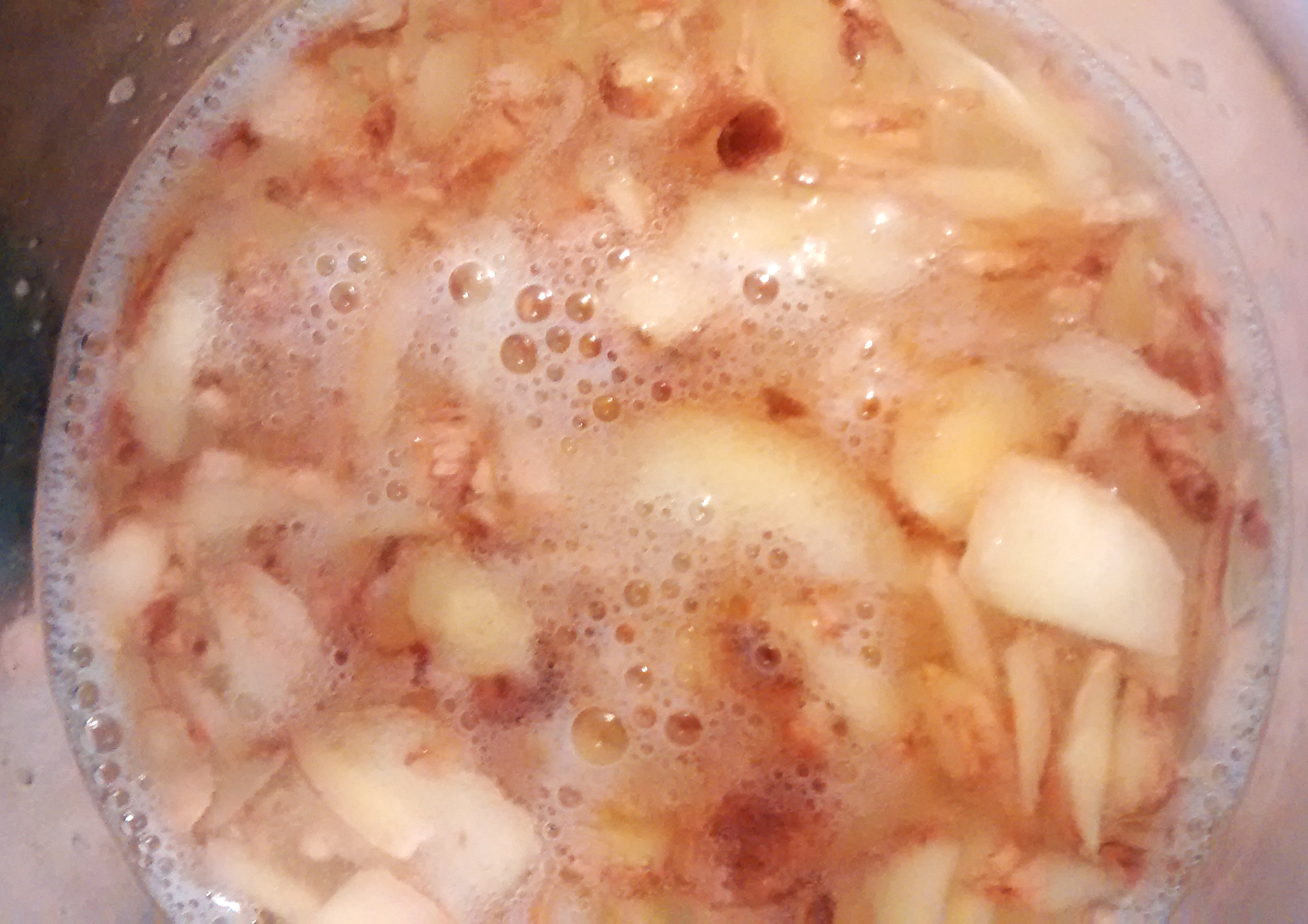
Levain de gingembre fermenté 3 jours.

Il est possible de réaliser de la bière de gingembre de façon artisanale. Les ingrédients principaux sont de l'eau, du sucre et du gingembre, éventuellement complétés par de la levure.
La première étape consiste à réaliser une fermentation de gingembre (ginger bug) à partir des trois ingrédients à température ambiante pendant trois ou quatre jours. Les levures et bactéries naturellement présentes dans la racine (principalement dans la peau) se nourrissent de sucre pour se multiplier et produisent du gaz et de l'acidité. On trouve notamment des levures (Saccharomyces cerevisiae principalement) et des bactéries lactiques.
Une fois active (produisant des bulles en surface), cette préparation est ajoutée à une infusion de gingembre (ou éventuellement une autre boisson, jus de pomme ou thé glacé), qui fermente à son tour quelques jours jusqu'à devenir effervescente, puis est embouteillée lorsque l'effervescence décroît. Comme pour toute boisson qui continue de fermenter, cette étape peut donner lieu à des accidents potentiellement graves par l'explosion des bouteilles sous la pression. L'utilisation de bouteilles en plastique peut permettre d'estimer la pression dans la bouteille et de la libérer en ouvrant le bouchon. Les bouteilles peuvent être placées au réfrigérateur, ce qui ralentit la fermentation, mais ne l'arrête pas.
Il est couramment ajouté du jus de citron ou d'orange pour parfumer et rendre la boisson plus acide.